# Prosinec 2013
1. prosince – neděle
 Kolem 100 tisíců stoupenců ukrajinské opozice demonstrovalo přes zákaz v Kyjevě proti postupu prezidenta Viktora Janukovyče, který odmítá podepsat dohodu o přidružení k Evropské unii. Došlo k řadě tvrdých střetů demonstrantů s policií.
 Čína úspěšně vyslala sondu Chang'e 3, která má přistát na Měsíci.
2. prosince – pondělí
 Syrský prezident Bašár al-Asad byl OSN obviněn z páchání válečných zločinů.
3. prosince – úterý
 Ministr vnitra v demisi Martin Pecina vrátil do služebního poměru bývalého policejního prezidenta Petra Lessyho. Česko má od té chvíle dva policejní prezidenty, druhým je dosavadní šéf policie Martin Červíček.
 Čang Sŏng-tchäk, strýc severokorejského vůdce Kim Čong-una, byl dle informací jihokorejské rozvědky odvolán z funkce předsedy Komise národní obrany.
4. prosince – středa
 Český stát vrátí v rámci církevních restitucí římskokatolické církvi gotické deskové obrazy Vyšebrodského oltáře. Kromě toho církev získá také dva obrazy Petra Paula Rubense Svatý Augustin a Umučení svatého Tomáše. Uvedená díla nevyčíslitelné hodnoty ale zůstanou v prostorách Národní galerie zapůjčená v bezplatném dlouhodobém pronájmu.
 Policie prošetřuje srpnový fotbalový zápas Gambrinus ligy mezi domácí Mladou Boleslaví s Libercem (4:0) pro podezření na korupci a sázky.
5. prosince – čtvrtek
 Zemřel Nelson Mandela, bojovník proti apartheidu a první černošský prezident Jihoafrické republiky.
 Rada bezpečnosti OSN schválila rezoluci, která povoluje vojákům Francie a Africké unie použít sílu k obraně civilistů ve Středoafrické republice. Francie také zdvojnásobí počet vojáků nasazených v zemi.
 Česká advokátní komora uložila pokutu 850 tisíc korun svému členovi Vladimíru Zavadilovi za porušení etiky v průběhu prezidentských voleb. Zavadil zveřejnil v deníku Blesk inzerát namířený proti prezidentskému kandidátu Karlu Schwarzenbergovi.
7. prosince – sobota
 Britské ostrovy, země Beneluxu, severní Evropu, Německo a Polsko zasáhl orkán Xaver. Živel způsobil výpadky v dopravě, lokální záplavy a vzedmutí mořské hladiny, které bylo na západním pobřeží Velké Británie nejvyšší od roku 1953. Protipovodňové bariéry na Temži a nizozemská bariéra Oosterscheldekering byly uzavřeny. Hamburský přístav byl zaplaven.
8. prosince – neděle
 V Kyjevě pokračují protesty proti odmítnutí asociační dohody s EU. Demonstrující strhli sochu Vladimira Iljiče Lenina a rozbili ji kladivy.
9. prosince – pondělí
 Dekret ruského prezidenta Vladimira Putina nařizuje sloučení zpravodajské agentury RIA Novosti a rozhlasové stanice Hlas Ruska do nově vzniklé agentury Rusko dnes. Novou agenturu povede Putinův příznivce, ultrakonzervativní Dmitrij Kiseljov.
 Thajský král Pchúmipchon Adunjadét rozpustí na žádost premiérky Jinglak Šinavatrové thajský parlament.
10. prosince – úterý
 Izrael, Jordánsko a Palestina se dohodly na výstavbě 180 km dlouhého potrubí, které má za úkol dovést vodu z Rudého moře do vysychajícího Mrtvého moře.
 Uruguay jako první stát na světě legalizovala pěstování, prodej a užívání marihuany.
11. prosince – středa
 Indický nejvyšší soud zrušil rozhodnutí nižší instance z roku 2009 a stejnopohlavní sexuální styk opětovně učinil trestným činem.
 Ukrajinská se stáhla z náměstí Nezávislosti v Kyjevě, kde v noci zasahovala proti protivládním demonstrantům. Opoziční vůdce Vitalij Klyčko vyzval k rezignaci vlády a prezidenta Viktora Janukovyče.
12. prosince – čtvrtek
Australský nejvyšší soud zrušil zákon legalizující sňatky osob stejného pohlaví v teritoriu hlavního města Canberry. Sňatky 27 párů tak byly prohlášeny za neplatné. Stejnopohlavní manželství je v Austrálii znemožněno federálním zákonem, který manželství definuje jako svazek osob opačného pohlaví.
 Syrská občanská válka: Spojené státy a Spojené království pozastavily "nesmrtící podporu" povstalcům poté, co islamisté z Islámské fronty obsadili sklady Svobodné syrské armády.
13. prosince – pátek
 Syrská občanská válka: Zpráva OSN potvrdila nasazení chemických zbraní v pěti ze sedmi zkoumaných případů.
 V Bangladéši byl za válečné zločiny v průběhu bangladéšské války za nezávislost popraven předák Islamistické strany (Jamaat-e-Islami) Abdul Kader Mulla.
14. prosince – sobota
 Ve věku 81 let zemřel v Londýně herec Peter O'Toole.
15. prosince – neděle
 Čínské lunární vozítko Nefritový králík (Jü-tchu) zahájilo výzkum Měsíce v rámci mise Čchang-e 3. Šestikolový stroj poháněný energií ze solárních panelů už zanechal při své první cestě na prašném povrchu hlubokou brázdu.
17. prosince – úterý
 Angela Merkelová byla Spolkovým sněmem již potřetí zvolena německou kancléřkou a sestavila koaliční vládu CDU/CSU a SPD.
18. prosince – středa
 Ukrajinský premiér Mykola Azarov prohlásil, že dohoda podepsaná Vladimirem Putinem a Viktorem Janukovyčem odvrátila hrozící státní bankrot. Podle dohody Rusko nakoupí ukrajinské dluhopisy za 15 miliard dolarů a výrazně sníží Ukrajině ceny zemního plynu.
 Po odvolání jihosúdánského premiéra z etnika Nuerů propukly v hlavním městě Džuba etnické násilnosti mezi Nuery a Dinky, které si vyžádaly až 500 mrtvých a 20 000 uprchlíků hledajících bezpečnost na základnách OSN.
 Společnost Cantor Fitzgerald, která při útocích 11. září 2001 ztratila 658 zaměstnanců, žaluje aerolinky American Airlines o 135 milionů dolarů kvůli zanedbání bezpečnosti.
19. prosince – čtvrtek
 Nový druh tapíra Tapirus kabomani byl popsán v Amazonii.
 Olomoucké arcibiskupství požádalo o vydání Arcibiskupského zámku v Kroměříži. Jde o druhou památku zapsanou na seznamu světového kulturního dědictví v Česku po Kostelu sv. Jana Nepomuckého na Zelené hoře u Žďáru nad Sázavou nárokovanou v rámci církevních restitucí.
 Z Francouzské Guyany odstartovala raketa Sojuz nesoucí družici Gaia. Ta má v rámci projektu Evropské kosmické agentury (ESA) za cíl sestavit trojrozměrnou mapu nejbližšího vesmíru a co nejpodrobnější zmapování Mléčné dráhy.
20. prosince – pátek
 Ruský prezident Vladimir Putin udělil milost Michailu Chodorkovskému.
21. prosince – sobota
 Papež František nabádal na zasedání Římské kurie preláty z Vatikánu k profesionalitě a ukončení vzájemného soupeření o moc a pletichaření.
23. prosince – pondělí
 Britskému kryptoanalytikovi Alanovi Turingovi, který byl v roce 1952 chemicky vykastrován z důvodu praktikování homosexuality, byla posmrtně udělena královská milost.
 Ruské ministerstvo financí oznámilo, že země uhradila dlouholetý dluh někdejšího Sovětského svazu vůči České republice, který činil 3,6 miliardy dolarů (72 miliard korun). Splacení dluhu předpokládala mezivládní smlouva z roku 1994.
 Ve věku 94 let zemřel Michail Kalašnikov, konstruktér legendární útočné pušky AK-47.
 Poté, co byla Michailovi Chodorkovskému udělena milost, byla vyhlášena také amnestie vedoucí k propuštění několika tisíc vězňů, včetně dvou členek Pussy Riot, a stažení žaloby proti účastníkům protestu Greenpeace.
24. prosince – úterý
 Také na Štědrý den padaly v České republice teplotní rekordy. Český hydrometeorologický ústav uvedl, že nejvyšší teplota byla zaznamenána v Bohumíně, teploměr ukázal 13,2 stupně Celsia.
 Noční teroristický atentát ve městě Mansúra si vyžádal minimálně 14 mrtvých a 100 raněných.
25. prosince – středa
 Egyptská prozatímní vláda označila Muslimské bratrstvo za teroristickou organizaci.
 Tureckou politickou scénou otřásá rozsáhlý korupční skandál. Bylo zatčeno několik desítek vysoce postavených státních úředníků a 3 ministři podali demisi. Opozice však požaduje odchod celé vlády premiéra Erdoğana.
  Rada bezpečnosti OSN odsouhlasila zdvojnásobení počtu vojáků a policistů ve válkou zmítaném Jižním Súdánu.
 Papež František udělil vánoční požehnání Urbi et orbi (česky Městu a světu). Ve svém projevu pak vyzval k ukončení násilí, mj. v Sýrii.
26. prosince – čtvrtek
 Čína, Jižní Korea a Spojené státy odsoudily návštěvu japonského premiéra Šinzó Abe v kontroverzní svatyni Jasukuni.
28. prosince – sobota
 Čína uvolnila politiku jednoho dítěte zavedenou v roce 1979 kvůli obavě z nekontrolovatelné populační exploze. Nově tak mohou mít páry, v nichž je alespoň jeden rodič jedináčkem, dvě děti.
29. prosince – neděle
 Bomba odpálená sebevražedným atentátníkem na nádraží v ruském Volgogradu zabila nejméně 17 lidí.
 Sedminásobný mistr světa v závodech formule 1 Michael Schumacher utrpěl při lyžování ve Francouzských Alpách vážné zranění hlavy a leží v kritickém stavu v kómatu v nemocnici ve francouzském Grenoblu.
30. prosince – pondělí
 V ruském Volgogradu došlo k druhému teroristickému útoku během 24 hodin. Sebevražedný atentátník se odpálil v městském trolejbusu, výbuch si vyžádal nejméně 14 obětí.